# The Very Best of Prince
The Very Best of Prince (englisch für Das Allerbeste von Prince) ist das vierte Kompilationsalbum des US-amerikanischen Musikers Prince, wobei er alle Songs arrangierte, komponierte und produzierte. Es erschien am 31. Juli 2001 bei dem Musiklabel Warner Bros. Records und enthält 17 Singles, die in den Jahren 1979 bis 1992 von neun seiner Studioalben ausgekoppelt wurden. Zuvor unveröffentlichte Songs sind auf der Kompilation nicht vorhanden.
Prince hatte am 1. Januar 2000 Warner Bros. Records verlassen und war mit der Veröffentlichung von The Very Best of Prince nicht einverstanden. Doch das Major-Label besaß zum damaligen Zeitpunkt die Urheberrechte an allen Songs, die er in seiner Karriere für dieses Label aufnahm.
Obwohl weder Prince noch Warner Bros. Records nennenswerte Musikpromotion für die Kompilation veranstalteten, erreichte sie in mehreren Ländern Gold- oder Platinstatus. Nach Prince’ Tod im April 2016 erzielte The Very Best of Prince sogar Platz eins der US-Albumhitparade, was zuvor nicht der Fall gewesen war.
Massenmedien und Musikkritiker waren an der Kompilation jedoch nur spärlich interessiert, weswegen sehr wenige Rezensionen existieren, die aber alle positiv ausfielen.

## Entstehung
Der Vertrag zwischen Prince und Warner Bros. Records lief zwar am 31. Dezember 1999 aus, aber Anfang des 21. Jahrhunderts kontaktierte das Major-Label mehrfach seine Rechtsanwälte. Warner wollte herausfinden, ob Prince erneut die Veröffentlichung eines Greatest-Hits-Albums unterstützen würde. Bereits im Jahr 1993 brachte das Musiklabel mit The Hits 1, The Hits 2 und The Hits/The B-Sides drei Kompilationsalben heraus, auf denen Prince sechs zuvor unveröffentlichte Stücke beisteuerte.
Ursprünglich wollte Warner im Jahr 2001 ein Greatest-Hits-Album mit dem Titel A Celebration herausbringen. An diesem Projekt zeigte Prince zu Beginn Interesse und wollte erneut bislang unveröffentlichte Songs platzieren. Doch er und Warner konnten sich über finanzielle Aspekte nicht einigen, obwohl das Major-Label sogar dazu bereit war, ihm höhere Tantiemen zu bezahlen, als sie mit ihm in früheren Verträgen vereinbart hatten. Aber Prince lehnte dieses Angebot ab. Gregg Geller (* 1948), damaliger A&R-Manager von Warner, wurde schließlich vom Tonträgerunternehmen beauftragt, Prince’ kommerziell erfolgreichsten Songs von 1979 bis 1992 zusammenzustellen und diese unter dem Titel The Very Best of Prince zu veröffentlichen.
Auf seiner damaligen Website NPG Music Club.com kritisierte Prince die Veröffentlichung und teilte mit, da Warner Bros. Records die Urheberrechte an seinen Songs besitze, würde er am Album „so gut wie kein Geld“ verdienen. Einige Branchenkenner widersprachen dieser Behauptung und meinten, auch wenn ihm die Masters nicht gehörten, würde er als Interpret und Songwriter Tantiemen aus den Verkaufszahlen von The Very Best of Prince erhalten. Weitere Tantiemen bekäme er aus Musikverlaganteilen.
Im Jahr 2014 erhielt Prince sämtliche Urheberrechte von Warner Bros. Records für alle Songs, die er für das Label aufgenommen hatte.

## Gestaltung des Covers
Auf der Vorderseite vom Booklet sind neun viereckige Fotos von Prince zu sehen, die in drei Viererreihen untereinander angeordnet sind. Das älteste Foto zeigt das Schallplattencover vom Album Dirty Mind aus dem Jahr 1980, das jüngste Foto zeigt ihn aus dem Jahr 1990. Das Booklet kann auseinandergefaltet werden und auf der Vorderseite sind die Cover der jeweiligen Singles abgebildet, die auf der Kompilation zu hören sind. Auf der Rückseite sind Informationen zu den 17 Songs abgedruckt, Liedtexte sind nicht vorhanden.
Im November 2010 erschien The Very Best of Prince auf digitalen Plattformen mit einem alternativen Cover, das Fotos von Prince aus den Jahren 1979 bis 1991 zeigt; die Tracklist blieb unverändert.

## Musik
Die Musik ist verschiedenen Genres zuzuordnen; beispielsweise stammen Cream und Diamonds and Pearls aus dem Bereich Contemporary R&B, I Would Die 4 U und When Doves Cry sind Elektronische Tanzmusik zuzuordnen, 1999 und Kiss sind aus dem Genre Funk, I Wanna Be Your Lover und Little Red Corvette aus dem Bereich Pop sowie Let’s Go Crazy aus dem Genre Rock. Die Songs singt Prince melodisch vertont und neben seinem charakteristischen Falsettgesang benutzt er auch tiefere Stimmlagen.

## Titelliste und Veröffentlichungen
| 1 | I Wanna Be Your Lover (Edit)             | 2:57 | 1979: Prince                    |
| 2 | 1999 (Edit)                              | 3:36 | 1982: 1999                      |
| 3 | Little Red Corvette                      | 4:55 | 1982: 1999                      |
| 4 | When Doves Cry (Edit)                    | 3:48 | 1984: Purple Rain               |
| 5 | Let’s Go Crazy a                         | 4:39 | 1984: Purple Rain               |
| 6 | Purple Rain a                            | 8:40 | 1984: Purple Rain               |
| 7 | I Would Die 4 U a                        | 2:56 | 1984: Purple Rain               |
| 8 | Raspberry Beret a                        | 3:31 | 1985: Around the World in a Day |
| 9 | Kiss b                                   | 3:46 | 1986: Parade                    |
| 10 | Sign “☮” the Times (Edit)                | 3:42 | 1987: Sign “☮” the Times        |
| 11 | U Got the Look (Duett mit Sheena Easton) | 3:46 | 1987: Sign “☮” the Times        |
| 12 | Alphabet St.                             | 5:38 | 1988: Lovesexy                  |
| 13 | Thieves in the Temple                    | 3:20 | 1990: Graffiti Bridge           |
| 14 | Gett Off (Edit) c                        | 4:30 | 1991: Diamonds and Pearls       |
| 15 | Cream c                                  | 4:12 | 1991: Diamonds and Pearls       |
| 16 | Diamonds and Pearls (Edit) c             | 4:19 | 1991: Diamonds and Pearls       |
| 17 | Money Don’t Matter 2 Night c             | 4:46 | 1991: Diamonds and Pearls       |
| Spieldauer: 73:18 |                                          |      |                                 |
| Autor aller Songs ist Prince a Autor: Prince and The Revolutionb Arrangement: David Z. Rivkinc Autor: Prince and The New Power Generation |                                          |      |                                 |

The Very Best of Prince wurde am 31. Juli 2001 veröffentlicht. Die Kompilation erschien auf CD und MC, später auch als Download. Die Reihenfolge der Tracklist ist chronologisch nach dem Erscheinungsdatum der Singleauskopplungen geordnet und bis auf Money Don’t Matter 2 Night sind alle 16 Songs bereits im Jahr 1993 auf der Kompilation The Hits/The B-Sides zu hören. Ferner ist in Deutschland eine 6-Track-Promo-CD mit den Songs 1999, When Doves Cry, Purple Rain, Kiss, Cream und Money Don’t Matter 2 Night veröffentlicht worden.
Einige Songs sind in einer Edit-Version vorhanden, also in einer verkürzten Fassung im Vergleich zur jeweiligen Albumversion. Musikvideos existieren zu allen Songs und sind im jeweiligen Erscheinungsjahr herausgebracht worden.

## Mitwirkende

### Musiker
Alle Songs wurden von Prince arrangiert, komponiert, produziert und vorgetragen. Zudem spielte er alle Musikinstrumente selbst ein, wobei folgende Personen die Aufnahmen ergänzten:
- The Revolution
- The New Power Generation

### Technisches Personal
- Prince – Mixing
- Allen Beaulieu – Fotografie
- Bob McNamara – Fotografie
- Gregg Geller – Produzent der Kompilation
- Jeff Katz – Fotografie
- Jo Motta – Projektkoordinator
- Keith Blake – Digitally Remastered

## Tournee
Am 15. Juni 2001 startete Prince eine Tournee mit Namen „A Celebration“ im Xcel Energy Center in Minnesota, wo er am 16. Juni ein weiteres Konzert gab. Es folgten Konzerte in Columbus, Detroit und Omaha. Doch nach dem sechsten Konzert am 28. Juni 2001 im Marcus Amphitheater in Milwaukee brach er seine laufende Tournee ab. Ursprünglich sollte sie insgesamt 27 Konzerte in den USA und Kanada umfassen und am 5. August 2001 in Anchorage in Alaska beendet werden. Prince lieferte keine Begründung, warum er die restlichen 21 Konzerte nicht mehr absolvierte. Die sechs Konzerte wurden von ungefähr 65.000 Zuschauern besucht und seine Begleitband bestand aus den folgenden zehn Mitgliedern:
- Geneva (* 3. Januar 1977 als Tomasina Parrott in Calabasas (Kalifornien), seit 2006 mit Larenz Tate verheiratet) – Backing Vocals, Tänzerin
- John Blackwell (* 1973; † 2017) – Schlagzeug
- Kip Blackshire – Backing Vocals, Keyboard
- Milenia (Malikah White, Mikki White, Niyoki White und Tia White) – Backing Vocals
- Morris Hayes – Backing Vocals, Keyboard
- Najee – Flöte, Saxophon
- Rhonda Smith – Backing Vocals, E-Bass

Anschließend trat Prince im Jahr 2001 nur noch am 6. Juli beim Festival International de Jazz de Montréal in Kanada auf. Fortan gab es in der Presse Spekulationen, er habe die Tournee bewusst abgebrochen, um keine Werbung für die bevorstehende Veröffentlichung von The Very Best of Prince Ende Juli machen zu wollen; er war mit der Veröffentlichung nicht einverstanden und wollte Warner Bros. Records nicht unterstützen. Livekonzerte gab Prince erst wieder Anfang Januar 2002.
Später wurde bekannt, dass sein Vater John L. Nelson ernsthaft erkrankt war und Prince bei ihm verweilen wollte. Am 25. August 2001 starb sein Vater im Alter von 85 Jahren in seinem Haus in Chanhassen in Minnesota. Allerdings schrieb Prince’ damalige Begleitsängerin Mikki White von der Girlgroup Milenia in ihrer im Jahr 2012 veröffentlichten Autobiografie mit Namen Purple Reigned on Me, der Rest der Tournee musste aufgrund von gesundheitlichen Problemen von Prince abgesagt werden; er habe an Hüftschmerzen gelitten und Ärzte hätten ihm zu einer Pause geraten, um eine Operation zu vermeiden.

## Rezensionen
| Professionelle Bewertungen | Professionelle Bewertungen                                          |
| -------------------------- | ------------------------------------------------------------------- |
| Kritiken                   |                                                                     |
| Quelle                     | Bewertung                                                           |
| AllMusic                   | Sternsymbol · Sternsymbol · Sternsymbol · Sternsymbol · Sternsymbol |
| Rolling Stone (USA)        | Sternsymbol · Sternsymbol · Sternsymbol · Sternsymbol · Sternsymbol |
| Rock NYC.com               | A                                                                   |

The Very Best of Prince wurde sowohl von Massenmedien als auch von Musikkritikern kaum beachtet und bewertet, weswegen nur sehr wenige Rezensionen zu finden sind.
Stephen Thomas Erlewine von AllMusic gab die Höchstzahl von fünf Punkten und lobte das Album als „perfekt für diejenigen, die nur eine Prince-Scheibe wollen und einige seiner besten Songs hören“ wollten. Zwar fehlten Top-Ten-Hits wie Delirious (1982), Pop Life (1985), I Could Never Take the Place of Your Man (1987), Batdance (1989) und The Most Beautiful Girl in the World (1994), aber „die großen Songs“ seien vorhanden, was die Kompilation „zu einem echten Leckerbissen“ mache. Zudem übertrumpfe The Very Best of Prince die „beiden Hits-Scheiben“ The Hits 1 und The Hits 2 aus dem Jahr 1993, weil mit Money Don’t Matter 2 Night Prince’ „beste Single, die nie die Top 10 erreichte“, platziert worden ist.
Iman Lababedi von der Website Rock NYC.com war ebenfalls begeistert und verteilte die Bestnone „A“. Neben Purple Rain (1984) sei The Very Best of Prince das Prince-Album, „das man einfach besitzen muss“. Vom Opener I Wanna Be Your Lover bis zum Ende mit Cream und Diamonds and Pearls seien es „alles unerbittlich geniale Pop- und Funk-Songs, eingängige, melodische, karrierebestimmende und verteidigende Songs“. Die vier Tracks Let’s Go Crazy, Little Red Corvette, Purple Rain und When Doves Cry beschrieb Lababedi als „Kracher“. Aber es hätten auch Stücke wie Betcha by Golly Wow! (1996) von Emancipation und One of Your Tears (1998) von The Truth „unbedingt dabei sein müssen“, meinte er.
Der The Rolling Stone Album Guide verteilte vier von fünf Sternen, erläuterte aber nicht, wie dieses Ergebnis zustande kam.

## Kommerzieller Erfolg

### Chartplatzierungen
| ChartsChartplatzierungen       | Höchstplatzierung | Wochen |
| ------------------------------ | ----------------- | ------ |
| Deutschland (GfK)              | 5 (14 Wo.)        | 14     |
| Österreich (Ö3)                | 5 (20 Wo.)        | 20     |
| Schweiz (IFPI)                 | 1 (1) (19 Wo.)    | 19     |
| Vereinigtes Königreich (OCC)   | 2 (54 Wo.)        | 54     |
| Vereinigte Staaten (Billboard) | 1 (1) (68 Wo.)    | 68     |

| ChartsJahrescharts (2001)    | Platzierung |
| ---------------------------- | ----------- |
| Vereinigtes Königreich (OCC) | 75          |

| ChartsJahrescharts (2016)      | Platzierung |
| ------------------------------ | ----------- |
| Schweiz (IFPI)                 | 77          |
| Vereinigtes Königreich (OCC)   | 42          |
| Vereinigte Staaten (Billboard) | 14          |

Im Jahr 2001 erreichte The Very Best of Prince in Deutschland Platz 6, in Österreich Platz 13, in der Schweiz Platz 17, im Vereinigten Königreich Platz 2 und in den USA Platz 66. Die Höchstplatzierung in den genannten Ländern erzielte das Album im Mai 2016 nach Prince’ Tod, wobei diese im Vereinigten Königreich identisch war.

### Auszeichnungen für Musikverkäufe
The Very Best of Prince wurde weltweit ungefähr 5,2 Millionen Mal verkauft und international mehrfach mit Gold- oder Platinstatus ausgezeichnet:

| Land/Region                  | Auszeichnungen für Musikverkäufe (Land/Region, Auszeichnung, Verkäufe) | Verkäufe  |
| ---------------------------- | ---------------------------------------------------------------------- | --------- |
| Australien (ARIA)            | 2× Platin                                                              | 140.000   |
| Belgien (BRMA)               | Gold                                                                   | 50.000    |
| Deutschland (BVMI)           | Gold                                                                   | 150.000   |
| Kanada (MC)                  | Gold                                                                   | 50.000    |
| Neuseeland (RMNZ)            | Platin                                                                 | 15.000    |
| Niederlande (NVPI)           | Platin                                                                 | 80.000    |
| Vereinigte Staaten (RIAA)    | Platin                                                                 | 1.000.000 |
| Vereinigtes Königreich (BPI) | 3× Platin                                                              | 900.000   |
| Insgesamt                    | 3× Gold · 8× Platin ·                                                  | 2.385.000 |

Hauptartikel: Prince/Auszeichnungen für Musikverkäufe